# Honoré Beugré Dakpa

Wappen von Honoré Beugré Dakpa

Honoré Beugré Dakpa (* 30. Juli 1969 in Grand-Lahou, Lagunes) ist ein ivorischer Geistlicher und römisch-katholischer Bischof von Katiola.

## Leben
Honoré Beugré Dakpa studierte nach dem Besuch des Knabenseminars Philosophie und Theologie am Priesterseminar Saint Cœur de Marie in Anyama. Am 20. Dezember 1998 empfing er das Sakrament der Priesterweihe für das Erzbistum Gagnoa.
Neben verschiedenen Aufgaben in der Pfarrseelsorge war er von 1999 bis 2000 in der Katechistenausbildung und von 2001 bis 2004 in der Hochschulseelsorge tätig. Von 2004 bis 2007 war er Student an der Université Catholique de l’Afrique de l’Ouest (UCAO) und Disziplinarpräfekt am angeschlossenen Universitätsseminar Paul VI. An der Päpstlichen Lateranuniversität studierte er von 2008 bis 2010 Kanonisches Recht und wurde zum Dr. jur. can. promoviert. Nach der Rückkehr in die Heimat wurde er 2010 Professor für Kirchenrecht an der UCAO und Mitglied der Kommission der ivorischen Bischofskonferenz für die juristischen Angelegenheiten und die Kirchengerichte. Von 2011 bis 2016 war er Richter am nationalen Kirchengericht der zweiten Instanz und von 2013 bis 2019 Direktor des kanonistischen Instituts der UCAO. Ab 2016 war er Richter der ersten Instanz am Diözesangericht des Bistums San Pedro-en-Côte d’Ivoire und ab 2020 Generalsekretär der UCAO.
Papst Franziskus ernannte ihn am 13. Mai 2023 zum Bischof von Katiola. Die Bischofsweihe empfing er am 15. Juli desselben Jahres in der Kathedrale Sainte-Jeanne-d’Arc in Katiola.